# Podul Dragonilor din Ljubljana
Podul Dragonului (în slovenă Zmajski most, cunoscut și sub denumirea Zmajev most) este un pod rutier situat în Ljubljana, capitala Slovenia. Traversează râul Ljubljanica. Situat între strada Kopitar (Kopitarjeva ulica) și strada Ressel (Resljeva cesta), și la nord de Piața Centrală Ljubljana la Piața Vodnik. A fost construit la începutul secolului al XX-lea, când Ljubljana făcea parte din Imperiul Austro-Ungar. Ca unul dintre cele mai bune exemple de poduri din beton armat și al stilului Secesiunei Vieneze, podul este astăzi protejat ca monument tehnic. Este destinat în principal circulației motorizate.

## Nume
Podul a fost inițial numit Podul Jubiliar al Împăratului Franz Josef I (germană Franz Josef I. Jubiläumsbrücke, slovenă: Franca Jožefa I. jubilejni most). În iulie 1919, a fost redenumit Podul Dragonului.

## Istoric

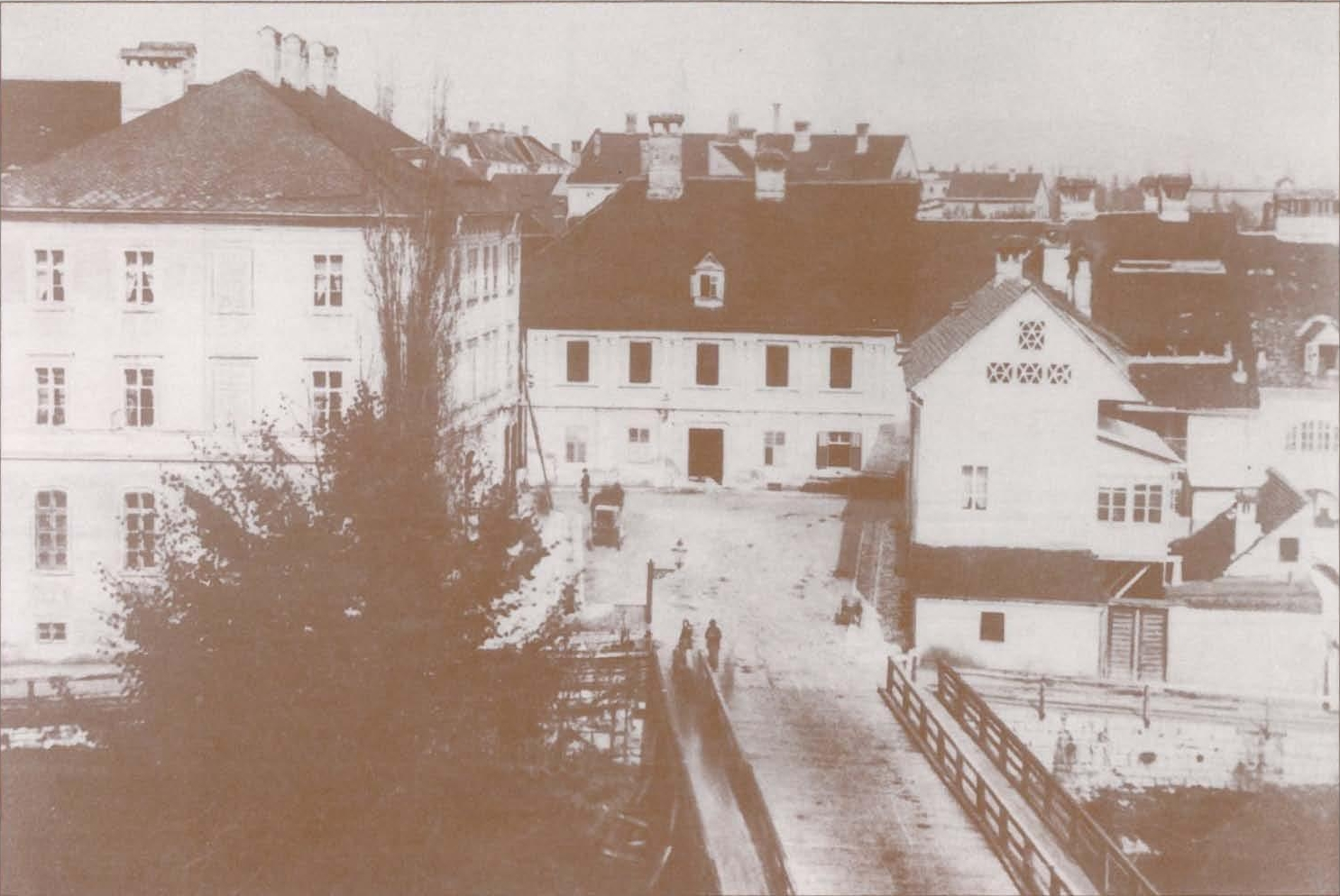
Podul Măcelarilor și Piața Ressel înainte de 1882

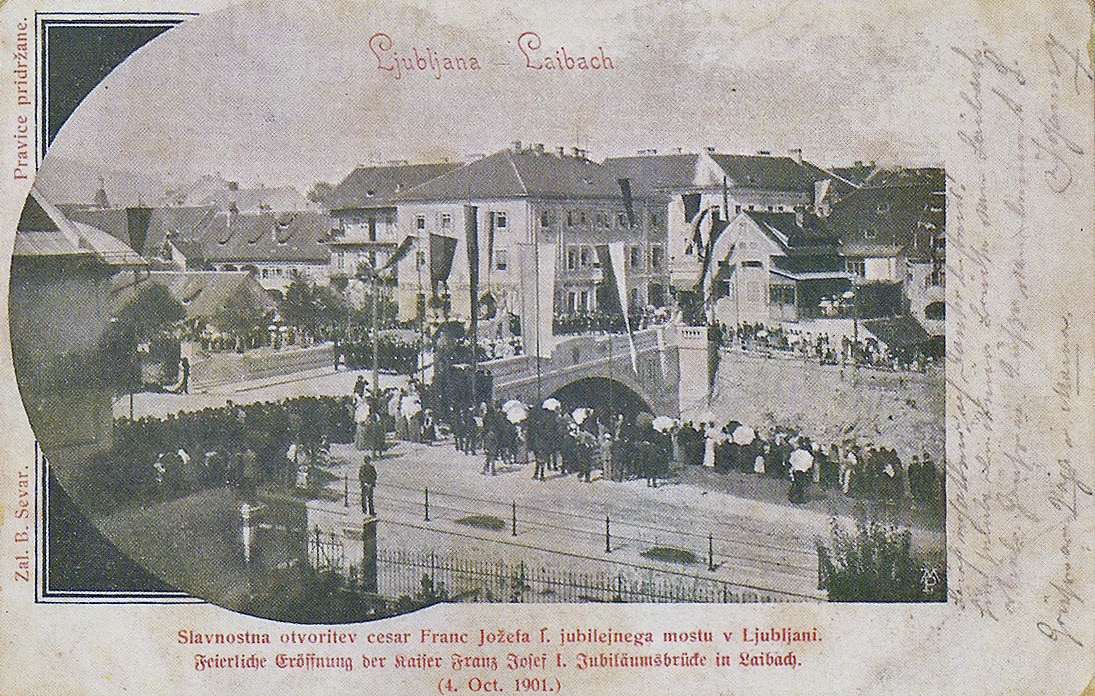
O carte poștală cu o fotografie de la dezvelirea Podului Dragon în octombrie 1901

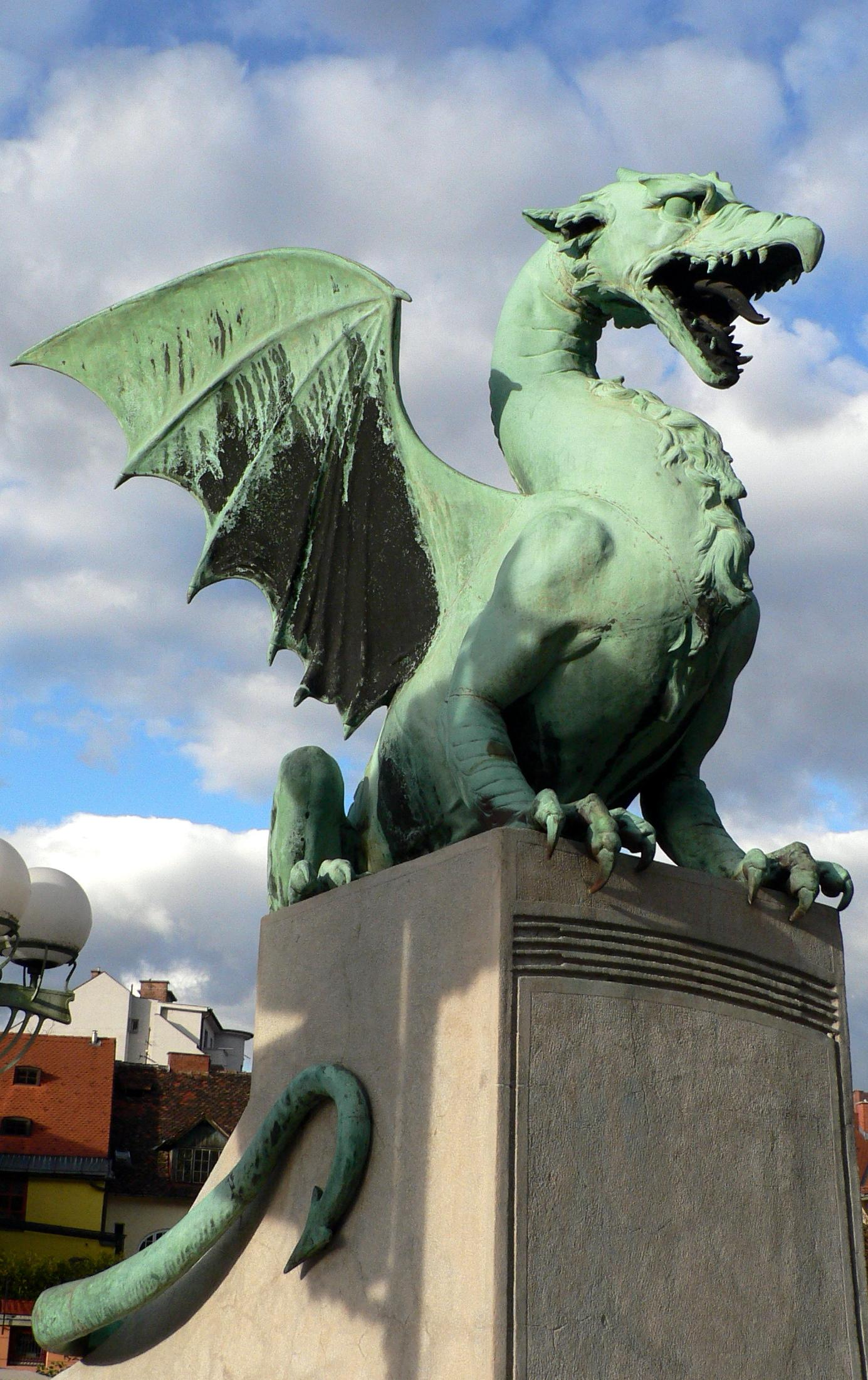
Statuia dragonului pe pod

Podul a fost construit ca parte a unei renovări urbane extinse a orașului în timpul mandatului primarului Ivan Hribar. A înlocuit un vechi pod de stejar numit Podul Măcelarilor (Mesarski most), care fusese construit în 1819 și deteriorat de un cutremur sever în 1895. Noul pod a fost construit din beton armat. Janez Koželj, profesor de design urban, a exprimat în 2010 opinia sa că noua tehnologie de beton armat și noi calcule statice au fost utilizate în Ljubljana în loc de Viena, deoarece ar fi avut consecințe minore în cazul în care nu ar fi funcționat.
Noul pod a fost construit pe baza planurilor companiei vienexe Pittel+Brausewetter, bazate pe un brevet al inginerului austriac Josef Melan și pe designul arhitectului companiei, Giorgio Zaninovich, absolvent al școlii lui Otto Wagner. Lucrările au început la 1 iulie 1900 și au fost inițial conduse de inginerul austriac Alexander Zabokrzycky, asistat de Filip Supančič din Ljubljana. După o dispută, lucrările au fost preluate în aprilie 1901 de arhitectul Ciril Metod Koch, tot din Ljubljana. Podul a fost solemn deschis pentru trafic la 4 octombrie 1901 de către Anton Bonaventura Jeglič, Episcopul Ljubljane, în prezența multor invitați distinși, inclusiv Zaninović, Melan și Brausewetter. Lucrările finale au fost finalizate până în 1907. Dragonii au fost proiectați de Zaninović și fabricați în fabrica lui A. M. Beschorner din Viena. Când podul a fost finalizat, a fost dedicat lui Franz Joseph I al Dinastiei Habsburgice pentru a comemora patruzeci de ani de domnie, între 1848 și 1888.
În anii 1983 și 1984, Podul Dragonului a fost renovat cu beton ușor, iar centenarul său a fost sărbătorit în 2001.

## Arhitectură
Podul Dragonului, deși inspirat semnificativ de barajul Nussdorf, este adesea considerat cel mai frumos pod produs în stilul Secesiunea Vieneză. A fost unul dintre primele poduri din beton armat din Europa și primul pod de acest fel din Ljubljana. A fost primul pod din Slovenia pavat cu asfalt. La deschiderea sa în 1901, avea al treilea arc ca mărime în Europa la acea vreme. Podul este construit folosind „Sistemul Melan”, inventat de Josef Melan, care a câștigat popularitate în special în Statele Unite și Germania datorită posibilității de construire a podurilor fără o platformă de susținere. Arcele rigide din fier sunt integrate în structura de beton armat a podului. Nucleul portant al podului a fost structura de fier din timpul construcției. După betonare, acesta a devenit parte a structurii de susținere.
Podul Dragonului este un pod cu arc triplu cu balamale și are o deschidere de 33,34 metri . Stilul său a fost conceput de Jurij Zaninović. El a imaginat acoperirea din beton, balustradele și statuile de dragon din cupru pe pod, care acum sunt un simbol al orașului. Atracția principală a podului sunt cele patru statui de dragon amplasate pe piedestalele din cele patru colțuri ale podului. În plus, podul este decorat cu alte șaisprezece statui mai mici de dragoni.

## Legendă
Există o legendă conform căreia Iason ar fi fondatorul Ljubljane, iar el și Argonauții săi ar fi ucis un dragon. Una dintre cele patru statui de dragon de pe pod reprezintă acest episod. Conform legendelor locale, atunci când o fecioară traversează podul, dragonii își mișcă cozile.